# Pseudomeloe larroussei
Pseudomeloe larroussei es una especie de coleóptero de la familia Meloidae.

## Distribución geográfica
Habita en Sudamérica.